# Ska' vi lege skjul?
Ska' vi lege skjul? er en dansk/norsk film fra 1970.
- Manuskript Tom Hedegaard og Palle Kjærulff-Schmidt efter Johan Borgens roman Jenny og Påfuglen
- Instruktion Tom Hedegaard

Blandt de danske medvirkende kan nævnes:
- Sisse Reingaard
- Lykke Nielsen
- Paul Hüttel
- Willy Rathnov
- Claus Nissen